# Попичко, Алексей Фёдорович
Алексе́й Фёдорович Попи́чко (8 апреля 1942, Ивановка, Одесская область, Украинская ССР, СССР — 1 июня 2007, Одесса, Украина) — советский футболист. Мастер спорта СССР (1961).

## Биография
Родился 8 апреля 1942 года в Ивановке. Его семья переехала в Одессу после окончания Великой Отечественной войны, и уже в городе в 1956 году начал заниматься футболом в команде завода имени Ф. Э. Дзержинского под руководством экс-наставника «Пищевика» Акима Евгеньевича Фомина.
В 1959 году в составе юношеской сборной УССР стал чемпионом СССР в своём возрасте.
В конце 1960 года в числе группы партнёров по заводской команде был приглашён в «Черноморец» после контрольной игры «моряков» с «Дзержинцем», который сенсационно обыграл мастеров со счётом 2:1. В 1961 году дебютировал в составе команды, и вместе с командой стал чемпионом УССР.
В 1963 году вошёл в список лучших футболистов УССР под № 3.
В 1964 году вместе с командой вышел в первую группу класса «А».
После завершения игровой карьеры тренировал команду Беляевского района в чемпионате Одесской области.
Образование высшее. В 1970 году окончил Одесский педагогический институт имени Ушинского. Возглавлял кафедру физического воспитания Одесского национального университета имени Мечникова. Работал заведующим кафедрой физвоспитания Одесского университета имени Мечникова. Под руководством Попичко сборная университета становилась чемпионом СССР среди студентов.
В 2001 году включён в число лучших футболистов Одессы XX века.
Скончался 1 июня 2006 года в Одессе.
С 2010 года в память о Попичко проводится турнир, в котором принимают участие команды высших учебных заведений.

## Достижения
- В составе «Черноморца» победитель класса Б первенства СССР 1961.